# Cuasiturbina

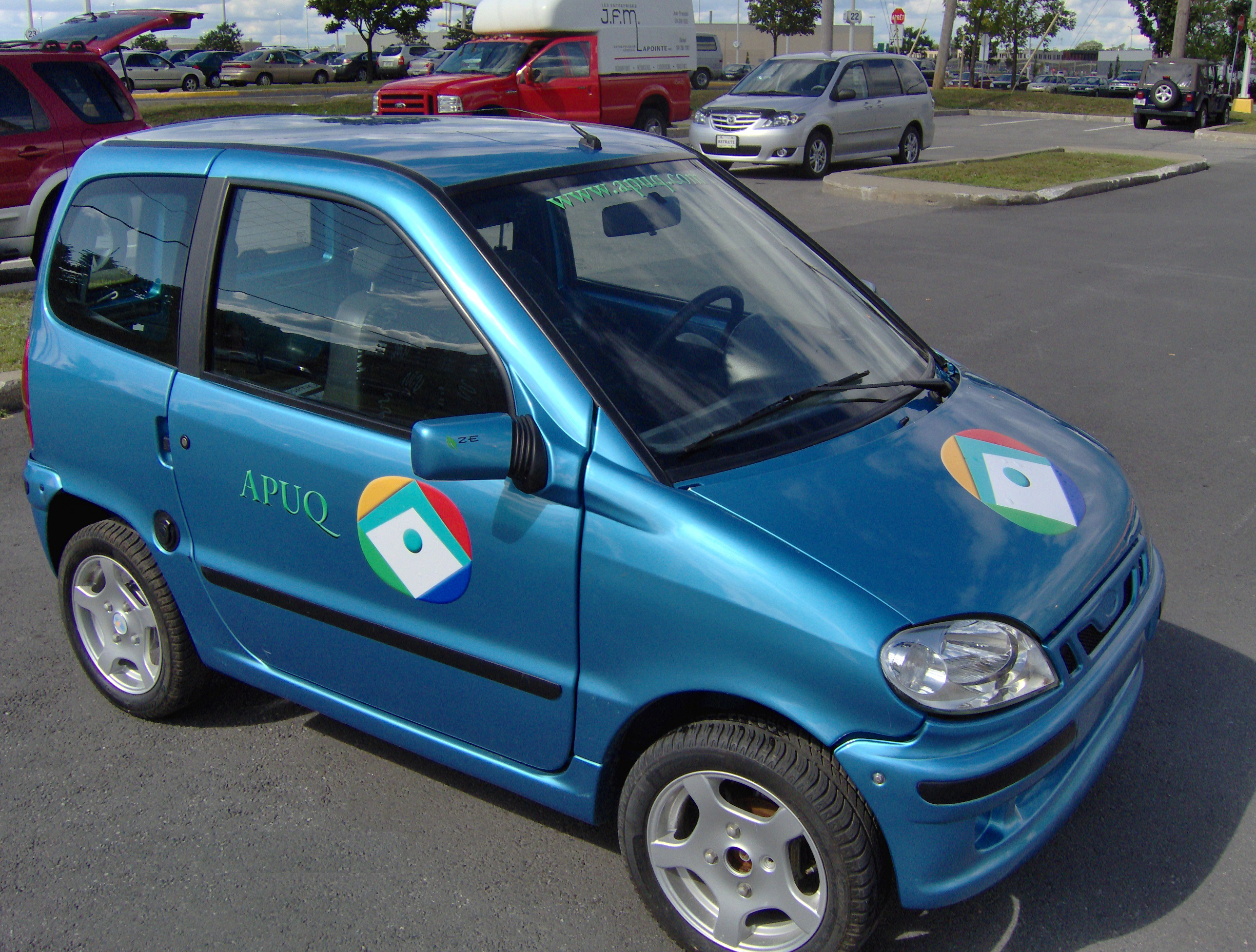
Un carro de color azul y tiene escrito APUQ en la puerta

La cuasiturbina es un diseño propuesto de motor rotatorio sin pistones que usa un rotor romboidal de cuatro lados con bisagras en sus vértices. La familia Saint-Hilaire de Quebec posee patentes sobre este diseño. Además de como motor de combustión interna, la cuasiturbina ha sido propuesta como posible diseño de bomba y probada como motor neumático alimentado por aire comprimido y como motor a vapor.
Se han propuesto tres diseños de cuasiturbina:
- Dos puertos con carros, adecuado para usarse como motor de combustión interna.
- Cuatro puertos sin carros, adecuado para usarse como motor neumático o hidráulico, motor a vapor o bomba.
- Dos puertos sin carros, un diseño conceptual del que se espera que combine varias de las ventajas de los diseños anteriores.

Los principales problemas de estos diseños es que:
- tienen muchas más partes móviles que el motor Wankel;
- nunca se ha demostrado que sirva como motor de combustión interna;
- para todos los demás posibles usos hay muchos otros diseños más fiables y que funcionan más eficientemente.

## Dos puertos con carros
El primer diseño de cuasiturbina usaba un «carro» de tres ruedas donde apoyaba cada vértice del rotor. Las ruedas de estos cuatro carros, doce en total, recorrían la periferia de la cámara del motor.
Se construyó un prototipo de motor de combustión interna con este diseño, que fue criticado entusiastamente en la revista European Automotive Design en septiembre de 1999. El prototipo fue impulsado mediante un motor externo durante 40 horas sin que llegase a producirse la ignición del combustible. No se disponen de datos de otros experimentos, y el trabajo de desarrollo sobre este diseño fue suspendido.

### Ventajas
- El uso de puertos cilíndricos en lugar de válvulas reduce el número de partes móviles, como en el motor Wankel y en algunos motores de dos tiempos.
- Los carros mantienen los sellos casi perpendiculares a las paredes del cilindro, en contraste con el motor Wankel donde el ángulo cambia entre menos y más 60°.
- El rotor puede diseñarse de forma que su centro de gravedad permanezca estacionario o casi, minimizando la vibración.
- Se tienen dieciséis tiempos por revolución del rotor, frente a los doce de un motor Wankel de rotor único y los dos por revolución del cigüeñal de un motor tradicional de un solo cilindro.

### Fotodetonación
El diseño de dos puertos con carros fue propuesto para hacer posible un nuevo modo de combustión superior, llamado fotodetonación por los inventores de la cuasiturbina. Es parecido a la detonación presente en el motor Bourke, y semejante a los golpes y ruidos estridentes indeseables en los motores de combustión interna convencionales. Sin embargo, no se ha publicado investigación alguna que apoye esta afirmación. La idea relacionada de la «transferencia de llama» posible gracias a puertos especialmente también carece de apoyos.

## Cuatro puertos sin carros
El segundo diseño de cuasiturbina se simplificó mucho para eliminar los carros. Al mismo tiempo, los puertos fueron duplicados en el lado contrario de la carcasa, pasando así el funcionamiento de cuatro tiempos por ciclo a dos, doblando el número de ciclos por revolución del rotor. Este mecanismo ha sido mostrado funcionando como motor neumático usando aire comprimido, y también como motor a vapor. También es el diseño propuesto para usarlo como bomba, y particularmente como supercargador.
Este diseño incluye unas aspas rediseñadas, más largas las empleadas en carcasas de tamaño similar en el primer tipo gracias a la ausencia de carros, y carece del distintivo contorno en corno. Solo la geometría básica del rotor es común con el diseño anterior.
Un motor neumático con este diseño fue mostrado impulsando un kart en noviembre de 2004, y otro impulsando un coche pequeño en septiembre de 2005, usándose en ambos casos aire comprimido como fuente de energía. En 2005 estaba en desarrollo una sierra mecánica neumática impulsada por aire provisto por un compresor externo convencional.
El mismo diseño de rotor ha sido mostrado, con una carcasa rediseñada para permitir la dilatación térmica, como motor a vapor.
Otra variación potencial de este diseño usa dos conjuntos de puertos independientemente, uno como motor y el otro como bomba, integrando así potencialmente las funciones de una bomba y su motor en una unidad sin conductos. Una restricción a este uso es que los dos fluidos deben ser similares, por lo que no sería posible por ejemplo usar una bomba de aire integrada con fluido hidráulico, debido a que el diseño del rotor es significativamente diferente. Aún no se ha mostrado prototipo alguno con esta variante de diseño.

### Ventajas
- Menos partes móviles que la mayoría de los motores (incluyendo las cuasiturbinas con carros).
  - Ausencia de la válvula de distribución necesaria en otros tipos de motores neumáticos y a vapor.
- Poca vibración.
- Buena relación peso-potencia.
- Posibilidad de configuraciones turbobomba y turboexpansor integradas.

## Dos puertos sin carros
Este tercer diseño combina aspectos de los dos anteriores, si bien actualmente solo es conceptual. No ha sido construido, sino solo usado a título ilustrativo. Si se construyese no realizaría fotodetonación.
Muchos otros diseños son posibles dentro del modelo patentado de cuasiturbina, con o sin carros y con diferentes números de puertos. No se sabe aún sobre qué diseño se trabajará para la versión de combustión interna.

## Historia
La cuasiturbina fue concebida por un grupo de 4 investigadores dirigido por el Dr. Gilles Saint-Hilaire, un físico termonuclear y formado por miembros de su familia inmediata. El objetivo original era realizar un motor de turbina en la que la parte compresora y la impulsora estuviesen en el mismo plano. Para lograr esto, tuvieron que desconectar las aspas de la turbina principal y conectarla alrededor, de tal forma que un solo rotor funciona como compresor durante un cuarto de giro y como motor el cuarto siguiente.
El concepto general de cuasiturbina fue patentado por primera vez en 1996. Pequeñas unidades neumáticas y a vapor están disponibles por parte de los dueños de la patente en venta o alquiler para investigación, enseñanza y demostración industrial, al igual un libro describiendo los conceptos y el desarrollo del concepto. Al carecer de sistema de lubricación forzada, estos motores funcionan solo durante periodos cortos, de como mucho unas horas, antes de necesitar mantenimiento.
Los dueños de la patente han anunciado que pretenden construir prototipos parecidos de combustión interna y hacerlos disponibles para demostración.